# Đầm lầy Kuk
Đầm lầy Kuk là một địa điểm khảo cổ ở New Guinea và được tìm thấy trong thung lũng Wahgi, thuộc tỉnh Western Highlands, Papua New Guinea. Đầm lầy hình thành trong một khu vực hồ cũ được bồi đắp bởi những phù sa từ các con suối tại các vùng đồi núi xung quanh. Tại đây, có các bằng chứng khảo cổ học về hệ thống cấp thoát nước nông nghiệp cách đây 9.000 năm gồm các rãnh thoát nước để biến khu vực này trở thành một đồng cỏ nhân tạo. Khoai môn bản địa là giống cây đã được trồng nhiều ở đây.
Một số bằng chứng về việc trồng chuối và mía đã được tìm thấy, ước tính 6.900 - 6.400 năm trước. Khu vực đầm lầy được UNESCO công nhận là Di sản thế giới vào năm 2008 như là một nơi trên thế giới con người đã phát triển nông nghiệp một cách độc lập.
Trong các cuộc khai quật tại đây, gậy đào đất bằng gỗ, đá mài cùng nhiều vật dụng nhỏ khác đã được tìm thấy. Rãnh cung cấp nước được làm sạch cùng với rất nhiều các hố để lấy đất sét sử dụng cho việc xây dựng các con mương. Ngoài ra, tế bào thực vật của chuối cho thấy sự phong phú của nó tại đây từ cách đây 6950-6550 năm trước khiến Kuk trở thành một trong những địa điểm nông nghiệp đầu tiên trên thế giới.